# Холл, Вирджиния
Вирджиния Холл Гойо, DSC, Croix de Guerre, MBE (англ. Virgia Hall Goillot; 6 апреля 1906 — 8 июля 1982) — британская разведчица американского происхождения. Во время Второй мировой войны была агентом британского Управления специальных операций (SOE) и американского офиса стратегических служб (OSS) во Франции. Занималась организацией саботажа и разведки в оккупированной Европе. После войны работала в Центре специальных операций ЦРУ.

## Биография
Окончила Барнардский колледж (Нью-Йорк), Академию гуманитарных и естественных наук (Вена). Состояла на дипломатической службе США. Лишилась ступни ноги из-за несчастного случая на охоте в 1935 году. Работала корреспондентом газеты The Baltimore Sun в Париже. Была убеждённой противницей нацизма.
При приближении немецких войск к Парижу в 1940 году бежала в Испанию, где отсидела в тюрьме за незаконный переход границы. Встретившийся с нею британский разведчик капитан Джордж Беллоуз предложил работать на британскую разведку, на что Вирджиния сразу согласилась. Была зачислена в отдел операций особого назначения. Работала под псевдонимами «Марселла Монтань», «Диана», «Бузи» и другими.

## Агентурная работа
Холл была первой женщиной-агентом, заброшенным во Францию (в августе 1941 года). Создала агентурную сеть в Лионе. В течение 15 месяцев занималась операциями поддержки: координацией групп сопротивления; снабжением британских агентов деньгами и оружием; помогала эвакуировать сбитых летчиков; находила убежища и медицинскую помощь раненым агентам и лётчикам. Во избежание неминуемого ареста покинула Францию в ноябре 1942 года (по другим данным, в середине 1943 года).
21 марта 1944 года вернулась во Францию в качестве радистки агентурной сети Saint. Работала на оккупированной территории в рамках операции «Хеклер» по активизации агентурной сети во Франции с целью сбора данных о системе немецкой обороны. Работала совместно с подпольщиками Свободных французских сил, сумела передать по радиостанции в Лондон большое количество ценной информации. После открытия второго фронта занималась подготовкой диверсионных операций в немецком тылу, обучала и направляла французские партизанские группы (маки́), особенно в районе Верхняя Луара, где маки очистили район от немцев до прихода американской армии в сентябре 1944 года. Кроме того, ею была создана сеть по спасению лётчиков союзной авиации, благодаря усилиям которой спасёно и вывезено с оккупированной территории или укрыто до подхода союзных войск около 200 сбитых американских и британских лётчиков.
Немцы дали ей прозвище Артемида; гестапо считало её «самым опасным из всех союзных шпионов». У Холл был протез ступни, поэтому немцы называли её «хромой дамой», а агенты SОЕ, которым она помогала, прозвали её «Мария Лионская». Работала на оккупированной территории до сентября 1944 года. Готовилась к последующей заброске на территорию Австрии, но весной 1945 года операцию решили отменить.

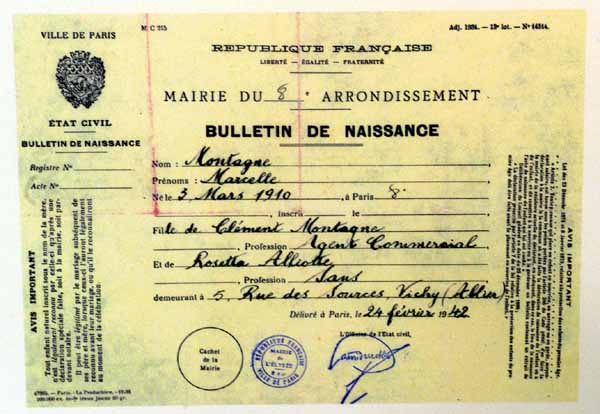
Поддельное удостоверение личности на имя «Марсель Монтань».

## После войны
Вернулась в Вашингтон, где была торжественно награждена Крестом «За выдающиеся заслуги».
Вышла замуж за одного из коллег по нелегальной работе в немецком тылу.
До 1972 года работала в штаб-квартире ЦРУ.

## Память
Книги
История Холл изложена в нескольких книгах, в том числе:
- L’Espionne. Virginia Hall, une Américaine dans la guerre, by Vincent Nouzille (2007) Fayard (Paris), a French biography reviewed by British historian M.R.D. Foot in «Studies in Intelligence», Vol 53, N°1[9]
- Hall of Mirrors: Virginia Hall: America’s Greatest Spy of WWII, by Craig Gralley (2019) Chrysalis Books, ISBN 978-1-733541-50-3[10]
- The Lady Is a Spy: Virginia Hall, World War II Hero of the French Resistance, by Don Mitchell (2019) Scholastic, ISBN 978-0-545936-12-5, a non-fiction book for ages 12-18[11]
- The Spy with the Wooden Leg: The Story of Virginia Hall, by Nancy Polette (2012) Elva Resa Publishing, ISBN 978-1-934617-15-1, a non-fiction book for ages 10 and older[12]
- The Wolves at the Door: The True Story of America’s Greatest Female Spy, by Judith L. Pearson (2005) The Lyons Press, ISBN 1-59228-762-X
- A Woman of No Importance: The Untold Story of WWII’s Most Dangerous Spy, Virginia Hall, by Sonia Purnell (2019) Hachette UK. В русском переводе: Хромая дама. Нерассказанная история женщины — тайного агента периода Второй мировой войны.

Фильмы
В октябре 2020 года компания IFC Films выпустила полнометражный фильм о Вирджинии Холл A Call to Spy. Мировая премьера фильма состоялась на Эдинбургском международном кинофестивале в июне 2019 года, в ознаменование 75-й годовщины высадки в Нормандии D.. Фильм получил приз зрительских симпатий в Канаде
В 2017 году был анонсирован фильм A Woman of No Importance по книге Сони Пурнелл с Дейзи Ридли в роли Холл.

### Комментарии
1. ↑  От фр. Goillot — фамилия по мужу: Paul Gaston Goillot

### Сноски
1. ↑  Virginia Hall // TracesOfWar
2. 1 2  Library of Congress Library of Congress Name Authority File (англ.)
3. 1 2 3  NNDB (англ.) — 2002.
4. ↑  Virginia Goillot Dead; Agent in World War II (англ.) / J. Kahn — Manhattan: New York Times Company, A. G. Sulzberger, 1982. — ed. size: 443000 — ISSN 0362-4331; 1553-8095; 1542-667X
5. ↑  https://www.dia.mil/News/Articles/Article-View/Article/988284/faces-of-defense-intelligence-virginia-hall-the-limping-lady/ — Разведывательное управление министерства обороны США.
6. ↑  The Baltimore Sun, The sun (англ.) — Baltimore: 1837. — ISSN 1930-8965; 2573-2536
7. ↑  Gralley, pp 2-3,
8. ↑  Meyer, Roger (October 2008). «World War II’s Most Dangerous Spy» The American Legion Magazine p. 54
9. ↑  L'espionne: Virginia Hall, une Americaine dans la guerre. Cia.gov (21 апреля 2009). Дата обращения: 6 декабря 2016. Архивировано из оригинала 18 октября 2020 года.
10. ↑  She was a legendary spy. He worked for three CIA directors. Now he's writing a novel in her voice. The Washington Post (англ.). Дата обращения: 18 мая 2018.
11. ↑  The Lady is a Spy (амер. англ.). Scholastic Publishing. Дата обращения: 3 июля 2019. Архивировано 3 июля 2019 года.
12. ↑  The Spy with the Wooden Leg – Elva Resa Publishing. Elva Resa Publishing (англ.). Архивировано 29 ноября 2020. Дата обращения: 18 мая 2018.
13. ↑  Willingham, AJ. CIA spy Virginia Hall is about to become everyone's next favorite historical hero. CNN. Архивировано 7 ноября 2020. Дата обращения: 6 ноября 2020.
14. ↑  Liberté: A Call to Spy. Edinburgh International Film Festival. Дата обращения: 6 ноября 2020. Архивировано 23 ноября 2020 года.
15. ↑  LIBERTÉ: A CALL TO SPY – World Premiere at Edinburgh Film Festival. www.reviewsphere.org. Архивировано 9 марта 2021. Дата обращения: 6 ноября 2020.
16. ↑  "Liberte: A Call To Spy" Will Debut At Edinburgh International Film Festival (30 мая 2019). Дата обращения: 6 ноября 2020. Архивировано 8 марта 2021 года.
17. ↑  WFF19 Wraps. Whistler Film Festival (10 декабря 2019). Дата обращения: 6 ноября 2020. Архивировано из оригинала 26 сентября 2020 года.
18. ↑  A Woman Of No Importance. IMDb.com. Дата обращения: 3 июля 2019. Архивировано 8 марта 2021 года.
19. ↑  Myre, Greg. 'A Woman Of No Importance' Finally Gets Her Due. NPR.org (18 апреля 2019). Дата обращения: 18 апреля 2019. Архивировано 14 октября 2020 года.